# Invisible Touch (single)
Invisible Touch is een nummer van de Britse band Genesis. Het is de eerste single van hun gelijknamige dertiende studioalbum uit 1986. Op 19 mei dat jaar werd het nummer op single uitgebracht.

## Achtergrond
"Invisible Touch" gaat over de onzichtbare macht over een man door een vrouw. De plaat werd vooral in de Verenigde Staten, Canada, Oceanië en Ierland een grote hit, met in de Verenigde Staten zelfs een nummer 1-positie in de Billboard Hot 100. In thuisland het Verenigd Koninkrijk bereikte de plaat de 15e positie in de UK Singles Chart.
In Nederland was de plaat op zondag 1 juni 1986 de 126e Speciale Aanbieding bij de KRO op Radio 3 en werd een radiohit op de nationale publieke popzender. De plaat bereikte vreemd genoeg niet de Nederlandse Top 40, maar bleef op de 2e positie in de  Tipparade steken. Wél bereikte de plaat de 28e positie in de Nationale Hitparade. In de Europese hitlijst op Radio 3, de TROS Europarade, werd géén notering behaald.
In België werden zowel de voorloper van de Vlaamse Ultratop 50 als de Vlaamse Radio 2 Top 30 niet bereikt. Ook in Wallonië werd géén notering behaald.
Sinds de editie van december 2009 staat de plaat genoteerd in de jaarlijkse NPO Rwdio 2 Top 2000 van de Nederlandse publieke radiozender NPO Radio 2, met als hoogste notering een 1688e positie in 2017.

## NPO Radio 2 Top 2000
| Nummer met noteringen in de NPO Radio 2 Top 2000 | '09  | '10  | '11  | '12  | '13  | '14  | '15  | '16  | '17  | '18  | '19  | '20  | '21  | '22  | '23  | '24  |
| ------------------------------------------------ | ---- | ---- | ---- | ---- | ---- | ---- | ---- | ---- | ---- | ---- | ---- | ---- | ---- | ---- | ---- | ---- |
| Invisible Touch                                  | 1738 | 1851 | 1963 | 1788 | 1753 | 1699 | 1763 | 1705 | 1688 | 1776 | 1982 | 1831 | 1790 | 1737 | 1853 | 1892 |

1. ↑  Een vetgedrukt getal geeft de hoogste notering aan.
2. ↑  2009 was het eerste jaar met een notering voor dit nummer.